# Dětřichov u Moravské Třebové
Pour les articles homonymes, voir Dětřichov.
Dětřichov u Moravské Třebové (en allemand : Dittersdorf) est une commune du district de Svitavy, dans la région de Pardubice, en Tchéquie. Sa population s'élevait à 188 habitants en 2022.

## Géographie
Dětřichov u Moravské Třebové se trouve à 5 km au nord-est du centre de Moravská Třebová, à 18 km à l'est-nord-est de Svitavy, à 73 km au sud-est de Pardubice et à 166 km à l'est-sud-est de Prague.
La commune est limitée par Staré Město au sud-ouest, à l'ouest et au nord, et par Borušov à l'est et au sud-est.

## Histoire
La première mention écrite du village date de 1347.

## Transports
Par la route, Dětřichov u Moravské Třebové se trouve à 7 km de Moravská Třebová, à 28 km de Svitavy, à 87 km de Pardubice et à 200 km de Prague. 